# Pterocarpus acapulcensis
Pterocarpus acapulcensis är en ärtväxtart som beskrevs av Joseph Nelson Rose. Pterocarpus acapulcensis ingår i släktet Pterocarpus och familjen ärtväxter. Inga underarter finns listade i Catalogue of Life.